# 亚历山大·斯科特·布利特
亚历山大·斯科特·布利特（Alexander Scott Bullitt，1761年—1816年4月13日），是一名美国拓荒者和肯塔基州的早期政治家。

## 生平
亚历山大全家是法国胡格诺派教徒难民，1685年迁居北美。最初在马里兰生活，1761年，亚历山大降生，他的父亲库斯伯特·布利特是一名在当地具有号召力的律师和殖民事务官，在其影响下，亚历山大最初被安排走向律师的道路。但是他的叔叔托马斯·布利特是一名拓荒者及军事领导人，并参与早期的西部开发。1783年，亚历山大跟随他叔叔的脚步移居肯塔基。
布利特最初居住在肯塔基谢尔比县，随后倍感孤独并屡受当地印第安人袭击。1733年，他的叔叔在俄亥俄峡谷上测量出一个镇位置，即1800年弗吉尼亚立法院命名的路易斯维尔。亚历山大购置了1000英亩的土地，并开始构建农场。1784年，他开始参与到肯塔基的政治，并成为当地的一名军事官，并与其他政治家在丹维尔 (肯塔基州)开会并计划将肯塔基从弗吉尼亚分立出来。
1786年，他的邻居兼岳父在和印第安人的一次冲突中被杀，刺激到亚历山大，并促使他成为一名军官。1792年，肯塔基的分离主张得到批准后，他开始担任肯塔基州宪法的起草委员会代表，并在宪法通过后，成为肯塔基州参议院的十二名参议员之一。他还被选举成为州参议院发言人，并效力至1800年。
1799年，亚历山大主持的第二份肯塔基州宪法得到批准。这一宪法创制了副州长一职，1800年，亚历山大担任首届肯塔基州副州长。1804年，退休。1806年，在他的妻子去世后，亚历山大再婚。1816年，他死于家中，并埋葬于家族墓地。肯塔基州布利特郡因他命名。

## 相关书籍
- Johnson, E. Polk. . Lewis Publishing Company. 1912: 607  [2008-11-10]. （原始内容存档于2013-10-12）.
- Heidler, David S. and Jeanne T. . Random House. 2010.